# 魯日山
65°37′S 63°42′W / 65.617°S 63.700°W
魯日山（Mount Rouge），是南極洲的山峰，位於葛拉漢地的葛拉漢海岸，由讓-巴蒂斯特·夏古率領的法國探險隊發現和命名，現時由南極條約體系管理。